# Omega Ophiuchi
Omega Ophiuchi (ω Ophiuchi / ω Oph) è una stella variabile α2 Canum Venaticorum di classe spettrale A7p visibile nella costellazione dell'Ofiuco. È visibile a occhio nudo in assenza di inquinamento luminoso dato che ha una magnitudine apparente di circa 4,45 (magnitudine assoluta di circa 0,80). Dista circa 168 anni luce dalla Terra.

## Caratteristiche fisiche
Si tratta di una stella bianca di sequenza principale classificata come stella peculiare e variabile α2 Canum Venaticorum. Possiede una massa che misura il doppio di quella solare e una temperatura superficiale di 8400 gradi K. La luminosità è stimata essere 37 volte superiore mentre la metallicità è inferiore a quella solare ([Fe/H]= -0,47).
La velocità radiale positiva indica che la stella si sta allontanando dal Sistema Solare.

## Occultazioni
Per la sua posizione vicina all'eclittica viene spesso occultata dalla Luna e, potenzialmente, dai pianeti, generalmente quelli interni. Le ultime due occultazioni planetarie sono state registrate rispettivamente il 15 settembre 1912 e il 24 settembre 1995, entrambe da parte di Giove, mentre la prossima occultazione, da parte del pianeta Venere, avverrà il 9 dicembre 2017.
L'ultima occultazione lunare, invece, è avvenuta il 18 ottobre 2012.